# Савранська фортеця
Савра́нська форте́ця (також відома як Усть-Савранська фортеця або Новий Конецполь) — фортифікаційна споруда, що існувала в XVII столітті на території сучасного селища Саврань в Одеській області. Була збудована за наказом коронного гетьмана Станіслава Конецпольського для захисту південно-східних кордонів Речі Посполитої.

## Історія
На початку XVII століття землі Савранщини належали польському магнатському роду Замойських, але були малозаселеними. Згодом ці території, що входили до Брацлавського воєводства, перейшли у власність коронного гетьмана Станіслава Конецпольського.
У 1634 році Станіслав Конецпольський доручив відомому французькому військовому інженеру та картографу Гійому Левассеру де Боплану збудувати на цих землях фортецю. Вона отримала назву Усть-Саврань або Новий Конецполь (на честь засновника). Укріплення було розташоване на межі з Диким полем і слугувало крайнім прикордонним польським поселенням з боку Очаківа. Через своє стратегічне розташування фортеця неодноразово зазнавала нападів та руйнувань з боку турків та татар протягом XVII століття.
На картах Гійома де Боплана фортеця позначена як Koniecpol Nowy.
У другій половині XVII століття землі Савранщини, разом з фортецею, перейшли у власність роду Любомирських. Після приєднання Правобережної України до Російської імперії у 1793 році, ці території були викуплені російським урядом у князя Олександра Любомирського. З часом фортеця втратила своє військове значення і, ймовірно, була зруйнована.

## Архітектура та розташування
Фортецю було зведено за проєктом Гійома де Боплана, який був відомим фахівцем з фортифікації та автором перших детальних карт України. Вона розташовувалася в місці злиття річок Саврань та Південний Буг, що забезпечувало їй природний захист. Фортеця була важливим стратегічним пунктом для контролю над прикордонними територіями.
До наших днів споруда не збереглася.